# Anna Marchewka
Anna Marchewka (ur. 3 czerwca 1960 w Kasince Małej) – polska uczona, specjalistka w zakresie rehabilitacji ruchowej i sportu niepełnosprawnych, profesor nauk o kulturze fizycznej, profesor Akademii Wychowania Fizycznego im. Bronisława Czecha w Krakowie i jej prorektor w kadencjach 2016–2020 i 2020–2024.

## Życiorys
Absolwentka VIII Liceum Ogólnokształcącego im. Stanisława Wyspiańskiego w Krakowie (1979) oraz Policealnego Medycznego Studium Zawodowego w Krakowie (1981). W 1985 ukończyła studia z zakresu rehabilitacji ruchowej na Akademii Wychowania Fizycznego im. Bronisława Czecha w Krakowie. Doktoryzowała się w 1992 na macierzystej uczelni na podstawie rozprawy zatytułowanej: Kliniczna metoda oceny stanu funkcjonalnego stawu biodrowego w chorobie zwyrodnieniowej dla potrzeb rehabilitacji, której promotorem była dr hab. Alicja Barwik-Schramm. Stopień naukowy doktora habilitowanego uzyskała w 2006 na AWF w Krakowie w oparciu o pracę pt. Wybrane komponenty aktywności życiowej a poziom niepełnosprawności umysłowej. Tytuł profesora nauk o kulturze fizycznej otrzymała 27 marca 2014.
W 1985 rozpoczęła pracę na AWF w Krakowie; zajmowała kolejno stanowiska: asystenta, adiunkta, profesora nadzwyczajnego (2008) i profesora zwyczajnego (2014, po zmianach prawnych profesora). Na AWF w Krakowie pełniła funkcję kierownika Zakładu Sportowo-Rekreacyjnych Form Rehabilitacji Ruchowej (1995–2002), Katedry Rehabilitacji Klinicznej (2006–2019) i Instytutu Rehabilitacji Klinicznej (od 2020). W latach 2005–2006 była prodziekanem Wydziału Rehabilitacji Ruchowej, w 2006 została dziekanem tej jednostki, stanowisko to zajmowała także w kadencjach 2008–2012 i 2012–2016. W 2016 została prorektorem AWF w Krakowie do spraw nauki w kadencji 2016–2020, w 2020 utrzymała stanowisko na kolejną czteroletnią kadencję.
W latach 1985–1990 pracowała jako rehabilitantka w Szpitalu im. Gabriela Narutowicza w Krakowie. Jako nauczyciel akademicki związana również z Wszechnicą Świętokrzyską w Kielcach, Wyższą Szkołą Biznesu i Przedsiębiorczości w Ostrowcu Świętokrzyskim oraz Wyższą Szkołą Administracji w Bielsku-Białej.
Trenowała biegi średniodystansowe w Wiśle Kraków i AZS-AWF Kraków. Społecznie prowadziła sekcję lekkoatletyki dla osób z uszkodzonym narządem ruchu przy radzie wojewódzkiej ZSSP „Start”. W latach 1985–1986 współorganizowała spartakiady dla młodzieży niepełnosprawnej umysłowo. W 1998 zorganizowała pierwszą w Polsce międzynarodową olimpiadę sportową dla pacjentów po przeszczepach narządów.
Specjalizuje się w rehabilitacji ruchowej i sporcie osób niepełnosprawnych. Opublikowała ponad 110 prac naukowych. Członek Polskiego Towarzystwa Rehabilitacji (członek zarządu głównego i zastępca sekretarza), a także Komitetu Rehabilitacji, Kultury Fizycznej i Integracji Społecznej PAN. W latach 2008–2019 ekspert Polskiej Komisji Akredytacyjnej, od 2020 członek PKA.
Została odznaczona Srebrnym (2012) i Brązowym (2007) Krzyżem Zasługi.

## Życie prywatne
Jest mężatką, matka czwórki dzieci.